# Teresa Teng
Teresa Teng, také Deng Lijun (29. ledna 1953 Pao-čung, Tchaj-wan – 8. května 1995 Čiang Mai, Thajsko) byla tchajwanská popová zpěvačka, která vešla ve známost zejména díky zpěvu lidových písní a romantických balad. Mnohé z nich, například When Will You Return? či The Moon Represents My Heart, se staly populární již za jejího života. Natočila skladby nejen ve standardní čínštině, ale také v tchajwanštině, v kantonštině, japonštině, indonéštině a v angličtině.
Teresa Teng trpěla po celý život astmatem. Zemřela v roce 1995 během své dovolené v Thajsku na závažné dýchací potíže. Bylo jí 42 let.